# Cuenca carbonífera de Mequinenza

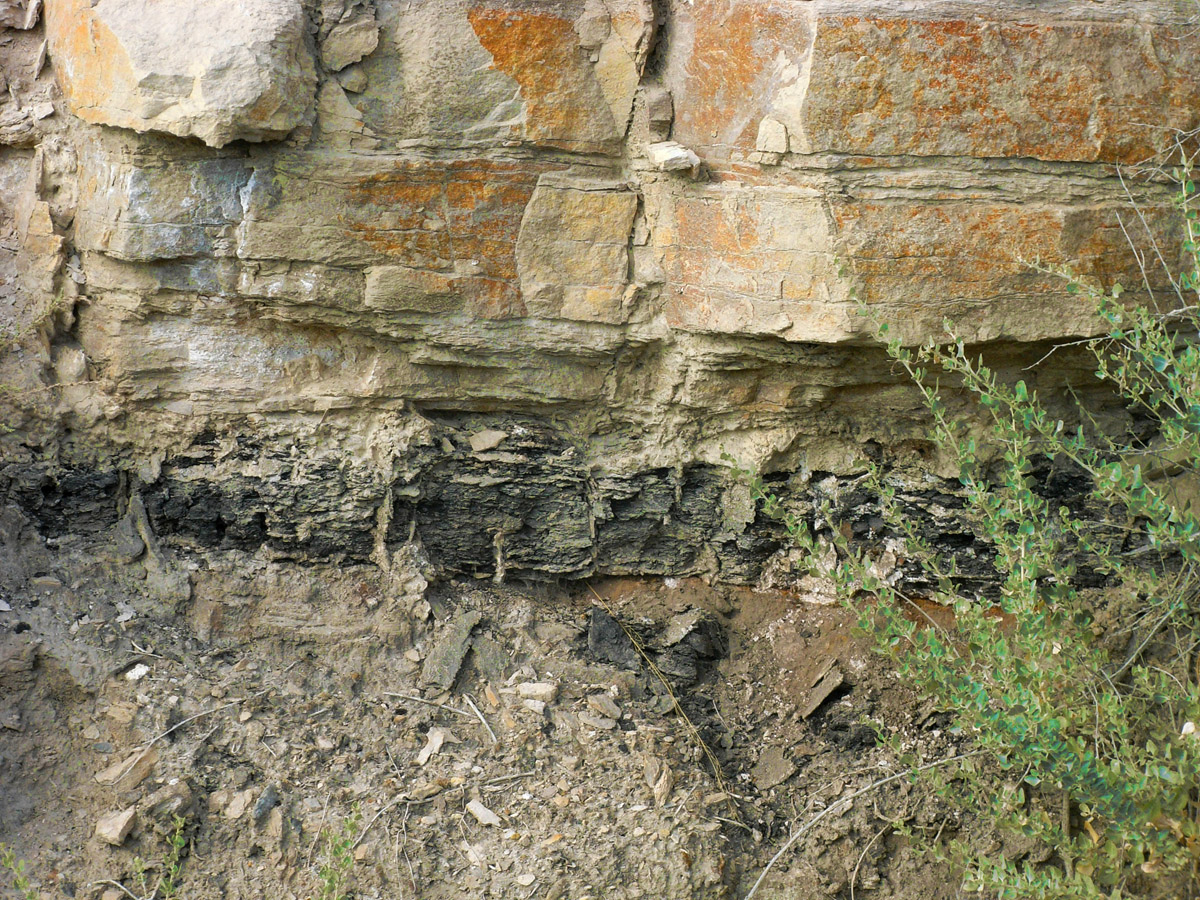
Afloramiento de lignito cerca de Mequinenza.

La cuenca carbonífera de Mequinenza está ubicada en la zona centro-oriental de la depresión del Ebro con centro en la localidad homónima de Mequinenza (Zaragoza, Aragón). Constituye la principal área carbonífera de la provincia de Zaragoza, y se extiende por territorios catalanes y aragoneses. El tipo de carbón que aflora en diferentes puntos de la cuenca terciaria se relaciona con depósitos continentales que colmataron la zona oriental de la Cuenca del Ebro entre el Oligoceno superior y el Mioceno inferior. Ello significa que su edad se ubicaría entre los 25-35 millones de años. Este territorio minero abarca unos 500 km² aunque las principales vetas de carbón afectan fundamentalmente  a las poblaciones de Mequinenza (Zaragoza) y Granja de Escarpe (Lérida). 

## Contexto geográfico

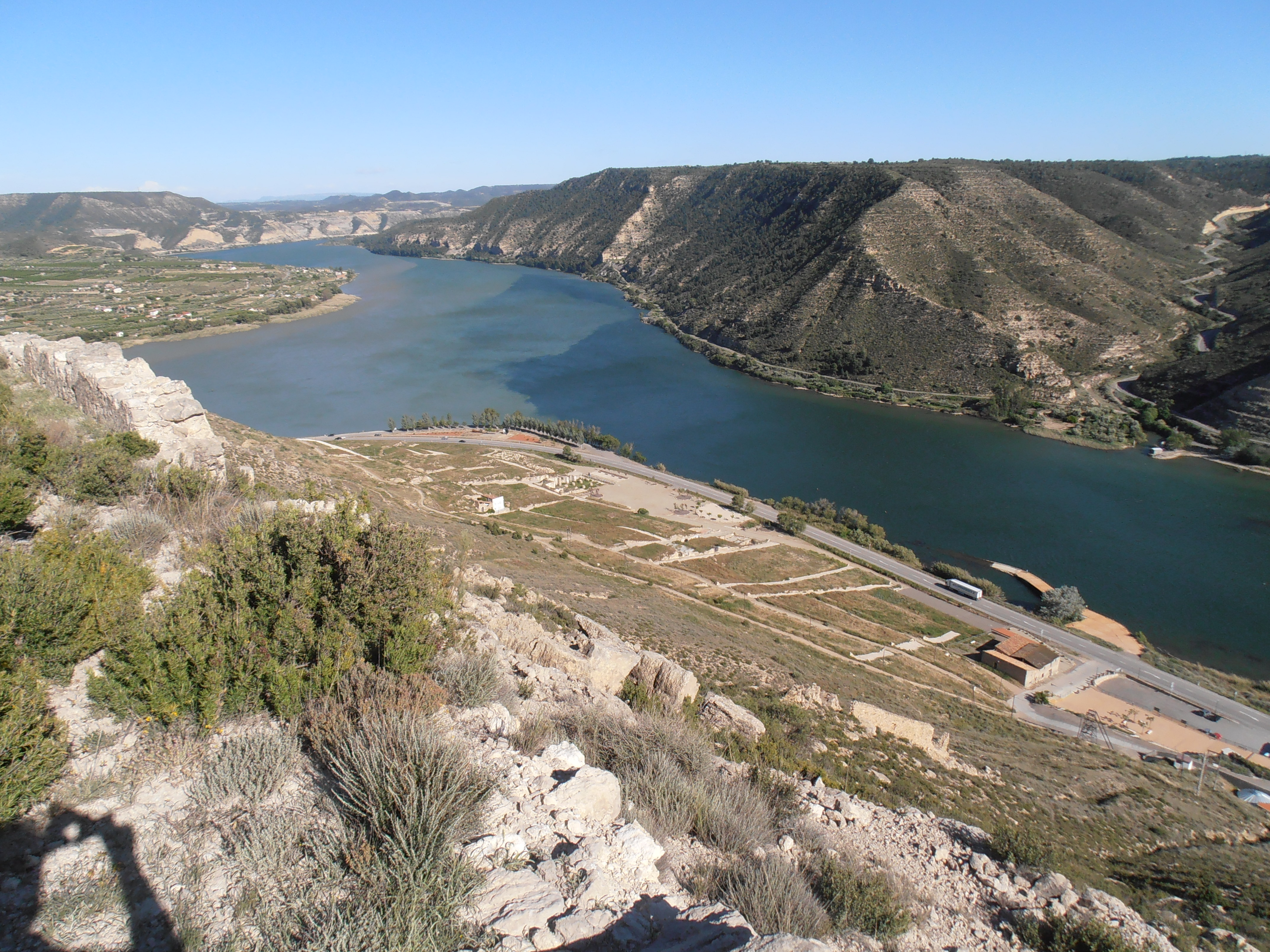
Aiguabarreig en Mequinenza.

Ocupa territorios que transitan por la frontera de Aragón y Cataluña, en el triángulo que conforman las provincias de Zaragoza, Huesca, Tarragona y Lérida. La cuenca se desarrolla de norte a sur a lo largo de 25 kilómetros aproximadamente por unos 20 kilómetros de continuidad lateral, comprendiendo una superficie de más de 500 kilómetros cuadrados siempo una de las cuencas mineras más importantes de Aragón por su dimensión significativa. Geográficamente, pertenecen a esta cuenca una decena de poblaciones aunque la mayoría de las explotaciones mineras se han concentrado en Mequinenza y Fayón (en la provincia de Zaragoza) y la Granja d'Escarp y Almatret (en la Provincia de Lérida).
La presencia de cursos fluviales en la zona (los ríos Ebro, Segre y Cinca) que atraviesan la zona, han dotado a la cuenca de un relieve suave con barrancos con fuertes pendientes. Entre las provincias de Huesca y Lérida se forma un primer Aiguabarreig ("mezcla de aguas" en catalán) con los ríos Segre y Cinca, que posteriormente llevan sus aportaciones fluviales hasta la localidad de Mequinenza donde en un nuevo Aiguabarreig se funden las aguas de los tres ríos. La zona se concreta con la aportación del Matarraña, afluente del Ebro a la altura de Fayón.

## Geología

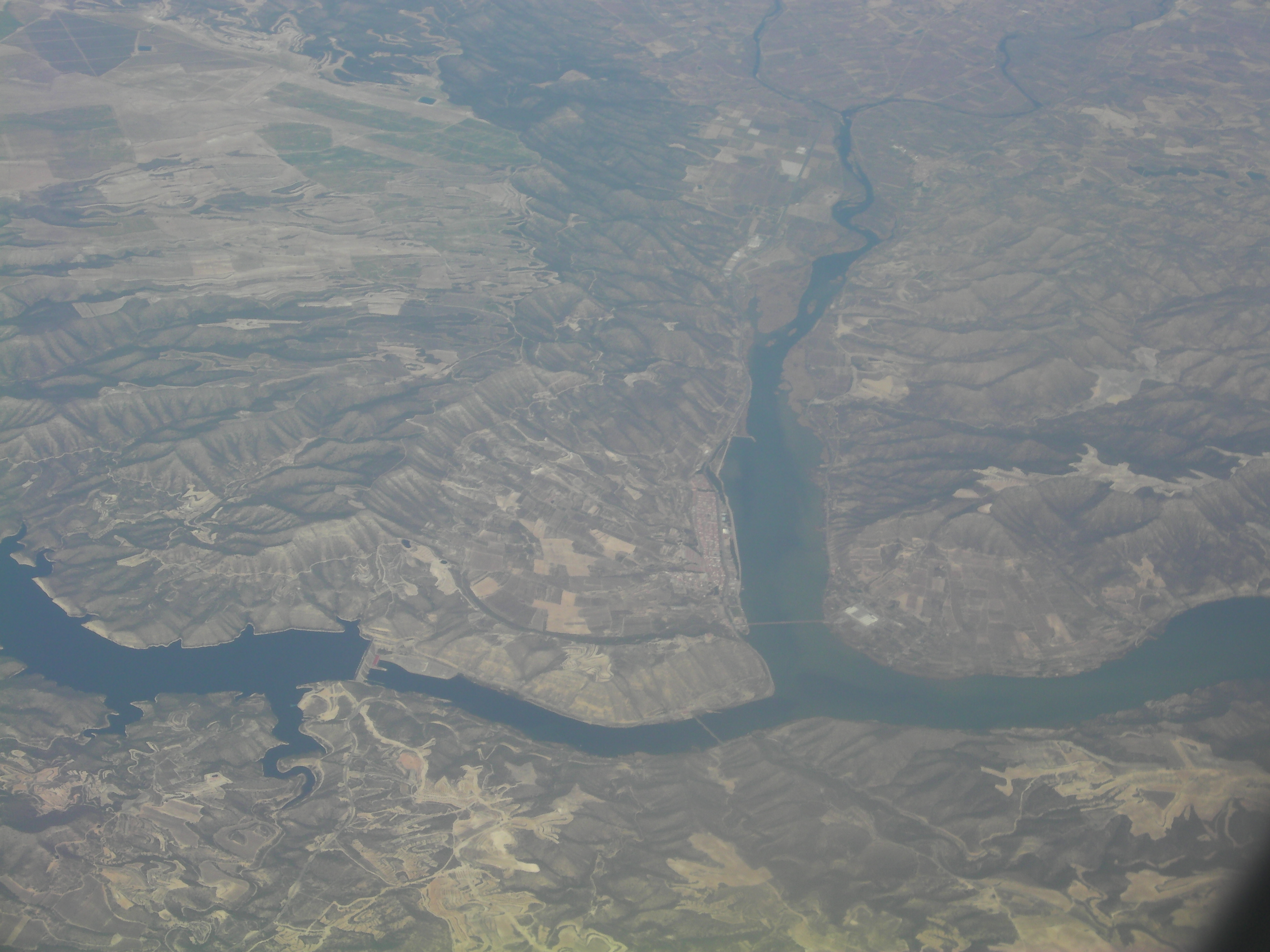
Vista aérea de la confluencia de los ríos Ebro, Segre y Cinca en Mequinenza.

El origen de esta formación se remonta al Eoceno superior momento en que la cuenca del Ebro pierde su carácter marino y se convierte en una zona de naturaleza endorreica que favorece la aparición de las sucesivas etapas lacustres y aluviales. Los materiales cenozoicos corresponden a la acumulación de depósitos continentales que cubrieron la zona oriental de la depresión del Ebro entre el Eoceno superior y el Mioceno inferior, y una parte de éstos constituyeron los depósitos de lignito.
Las montañas, que se estaban empezando a formar debido a la orogenia alpina, rodeaban la cuenca, dando lugar a una cuenca de carácter endorreico, sin salida al mar, derivando en la formación de extensos lagos cerrados.
La mayor parte de los materiales sedimentarios quedaron depositados en el centro de la cuenca, aunque también hubo sedimentación en los márgenes. De esta manera se formó un gran lago con sedimentación carbonatada que posteriormente sería cubierto por sistemas aluviales. Durante este hinterland existente hasta el Mioceno inferior, el avance y la retracción de los diversos sistemas fueron alternando etapas de predominio lacustre con otras de reactivación de los sistemas aluviales. Estas alternancias se produjeron hasta el Mioceno inferior, tras lo que no hubo sedimentación significativa hasta el Plioceno, momento en que el Ebro se configura como una red fluvial con desagüe al Mediterráneo y comienza la erosión y vaciado de los sedimentos cenozoicos. En las etapas de mayor extensión, las facies lacustres llegaron a ocupar 2000 kilómetros cuadrados, mientras que en etapas de retracción la extensión de los lagos se redujo a pocos centenares de kilómetros cuadrados.

## Historia de la explotación minera de la cuenca

### Inicios de la minería
El primer uso histórico documentado en Mequinenza fue como elemento sutuario de prestigio en los ajuares funerarios de las tumbas neolíticas del Barranco de la Vallfera, donde se localizaron pequeños discos de collar hechos con lignitos de la zona. Los depósitos de lignito acumulado han permitido que desde hace algunos miles de años se haya producido una utilización primaria de estos, lo que también indica la facilidad con que se pueden encontrar estos afloramientos de carbón. El hecho de que se configure como una zona de barrancos, con un relieve escarpado, siempre ha favorecido este fenómeno que anteriores civilizaciones supieron aprovechar. 
Los primeros indicios de consumo del lignito como combustible los hemos de atribuir a la cultura romana, con el fin de activar los hornos de cal, fundamentalmente para la obtención de argamasa con la que poder fabricar obras decorativas y restaurar las casas, entre otras propiedades. El ingeniero José Romero Ortiz de Villacián en los años 20 del siglo XX ya nos apuntaba que "la minería tiene en Mequinenza un origen más remoto y que debería datar de la época de los romanos".  Aunque no tenemos noticias escritas que puedan verificar las sus palabras, parece bastante evidente que una zona como la citada era perfectamente susceptible de ser empleada por civilizaciones antiguas con fines industriales. Esta idea también quedaba recogida unos años antes en un estudio realizado sobre las minas de lignito que comprendía las poblaciones de Mequinenza y Fayón, el año 1907. Pero, en este caso se mencionaba la posibilidad de que fueran los cartagineses el pueblo que utilizó las minas situadas en esta área. Otras fuentes también especulan sobre la explotación de algunas áreas con cierto carácter ferruginoso como sería el caso de espacios cercanos al núcleo poblacional de la Granja d'Escarp. 

### Primeros intentos de explotación
En cualquier caso, aparte de estas pequeñas huellas que ponen de manifiesto la presencia del mineral siglos atrás, a las que debemos sumar varios intentos de explotación realizados en el siglo XVII de forma muy esporádica, no es hasta el siglo XVIII cuando aparecen pruebas tangibles de la utilización del lignito como combustible y con unas finalidades de tipo industrial. Carlos III apoyó la creación de fábricas de vidrio en la península ibérica contando muchas veces con técnicos y operarios franceses que enseñaban a los españoles. Se tiene constancia de la existencia de una de estas fábricas en el municipio de La Granja d'Escarp que empleaba los lignitos para sus hornos. Posteriormente sería destruida por las tropas napoleónicas en el transcurso del asedio de Mequinenza durante la Guerra de la Independencia. También se utilizó en época temprana su uso en las fábricas de extracto de regaliz 
La historia de la minería del carbón en la cuenca de Mequinenza se inició de manera significativa cuando Enrico Misley (conocido en España como Juan Enrique Misley) editó la memoria de lo que sería la "Empresa de Transportes de Zaragoza a Barcelona por el Ebro y el Mar con barcos de vapor." En 1842 se constituyó como sociedad anónima domiciliada en Barcelona con un capital de tres millones de reales de vellón, divididos en 3.000 acciones. En 1844 se documentó la explotación de la mina Esperanza y de las minas Redención, Lealtad, Confianza, Amistad, Santa Cruz, Bellavista, Perseveranza y Anunciada, concesiones situadas a la izquierda del Segre y del Ebro. El proyecto de navegación de Misley no se llegaría a realizar, aunque supuso un punto de partida para la extracción de los lignitos de Mequinenza.
Con la llegada a la zona de Ignasi Girona, fundador de "Minas de la Granja de Escarpe" se inició la explotación de la mina Guadalupe en el término de la Granja de Escarpe que proporcionaba combustible para una moderna fábrica de cemento que se inauguró en 1879. Esta indústria, asentada sobre la antigua fábrica de vidrio, produjo grandes beneficios y llegó a incorporar un embarcador a pie del río Segre desde el cual los llaüts cargaban los sacos de cemento hacia Mequinenza, Torrente de Cinca, Massalcoreig y Seròs. El transporte fluvial era la única manera de hacer rentable la explotación en una zona donde las carreteras eran prácticamente inexistentes. En 1876 trabajaban 55 operarios y en 1880 se alcanzaron las 700 toneladas de cemento hidráulico, produciendo alrededor de siete toneladas diarias.

#### Extracción por caños
La explotación se establecía por macizos limitados por dos galerías. La explotación se atacaba para su arranque desde los dos transversales hasta alcanzar el centro del macizo. Los mineros picadores eran los encargados de cargar el carbón sobre cajones con ruedas y transportarlos hasta la galería transversal que a su vez se basculaba a las vagonetas. Si bien todo el procedimiento era manual, cabe destacar la importancia que tenía la ventilación en este tipo de explotación. La altura de la capa oscilaba generalmente entre 40 centímetros y 1 metro.
Las primeras explotaciones fueron totalmente subterráneas mediante galerías y planos inclinados en función de los niveles de carbón. Quedan vestigios de ello, aunque se hallan en un estado precario dada la convergencia de galerías ya de por sí muy estrechas. En un principio, las vagonetas se utilizaban con tracción animal hasta que hacia 1920 se empezaron a substituir por tracción mecánica y eléctrica. Más adelante, a mediados del siglo XX, se fueron mecanizando los sistemas con la utilización de rozadoras.

### Carbonífera del Ebro
En 1880 se fundó la sociedad anónima Carbonífera del Ebro, que se convirtió en la empresa más importante de la cuenca de Mequinenza. Antes de iniciar la explotación de las minas, la mayor de las cuales era La Canota, en el término de Serós, hubo que emprender obras importantes como los cuatro kilómetros de vía férrea que comunicaba la explotación con el muelle del Ebro y que en 1887 hubo que modificar ya que tenía una pendiente demasiado pronunciada. También se dotó de una flota de llaüts para abastecer el transporte de la demanda; en 1923 tenía 23. En 1907 los hermanos Girona entraron a formar parte del consejo de administración de la empresa y el año siguiente se convirtieron en los principales accionistas. Es entonces cuando se unifican las explotaciones de la Granja de Escarp, Serós y Almatret, y se añade la mina Virgen del Pilar, en el término municipal de Mequinenza.
El lignito se extraía desde el interior de las minas de forma manual hasta las tolvas, desde donde se llevaba a los embarcaderos y desde allí se cargaba en los llaüts. A través del río Ebro, éstas embarcaciones transportaban de 20 a 30 toneladas de carbón en cada viaje hasta descargarlo nuevamente en el destino. Normalmente el carbón se comercializaba directamente o se cargaba en otros medios de transporte encargados de hacerlos llegar a los diferentes centros industriales. El camino de regreso de los llaüts hacia Mequinenza se hacía mediante tracción humana o animal, en el conocido como Camino de Sirga.
En la mina Virgen del Pilar se levantaron unos imponentes edificios indispensables para la explotación moderna, con almacenes y edificios para la colonia minera. Destacan el bloque de viviendas para los trabajadores, de tres plantas y más de 100 metros de largo, con 35 viviendas habilitando una zona destinada a habitaciones para mineros solteros y zonas comunitarias con comedor y cocina. En la casa de la administración, también de tres plantas, se alojaban los propietarios, el administrador y el gerente de la compañía. También se construyó el edificio de la cantina, el almacén de herramientas, la carpintería y el almacén de carbón, este junto al muelle del Ebro. Un paso subterráneo de más de dos kilómetros comunicaba los dos complejos mineros: La Canota y Virgen del Pilar. Tanto los edificios como los sistemas de explotación son obra del ingeniero de minas Daniel Cardellach Masfarré.

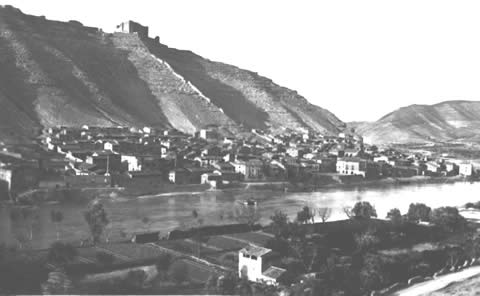
Pueblo Viejo de Mequinenza.

La importante modernización posibilitó a la Carbonífera aprovechar al máximo la coyuntura favorable de los años de la Primera Guerra Mundial y acumular suficiente capital para iniciar una segunda modernización los años 1924 y 1925. En ese momento se introdujo el aire comprimido y la electricidad en la mina -que permitió la ventilación y por tanto aumentar la capacidad de explotación- a la vez que se puso en marcha el cribado mecánico. En las colonias de La Carbonífera, Virgen del Pilar, La Canota y Granja de Escarp, se añadieron otras colonias menores, como La Previsión, Electroquímica de Flix, Mina Vallcarca y Cloratita que en 1945 llegaron a acoger más de 900 personas.
La avalancha de población en la cuenca minera de Mequinenza aumentó las colonias mineras y también hizo crecer todos los pueblos cercanos. El crecimiento sobre todo tuvo lugar en Mequinenza, si bien el pueblo no aumentó la extensión urbana. Cuando la población recién llegada ya no cabía en las habitaciones de alquiler, se alojó en corrales, barracas y todo tipo de espacios improvisados. En 20 años, de 1900 a 1920, el pueblo pasó de 2.400 habitantes a 4.200, mayoritariamente hombres. Un alud que se volvió a repetir en los años cuarenta. Los números son poco precisos, pero en 1945 el ingeniero jefe del distrito de Zaragoza afirmaba que la población minera, entre obreros y familiares, era de 4.132 personas, resultado de contabilizar las cartillas de los seis economatos mineros de Mequinenza y de las colonias mineras de Virgen del Pilar, Previsión y Electroquímica de Flix. Mequinenza se convirtió en una población minera por excelencia, donde llegaron mineros aragoneses (de Andorra, Utrillas, Montalbán, Alcorisa o Aliaga) y también de Asturias, Andalucía, Múrcia y Galicia. La minería trasformó la comunidad local y modificó la actividad económica tradicional, basada en una agricultura de secano porque como en otras zonas mineras se generalizó la figura del minero agricultor que compaginaba los trabajos de la mina con el trabajo en el campo.

### Losllaütsy el carbón

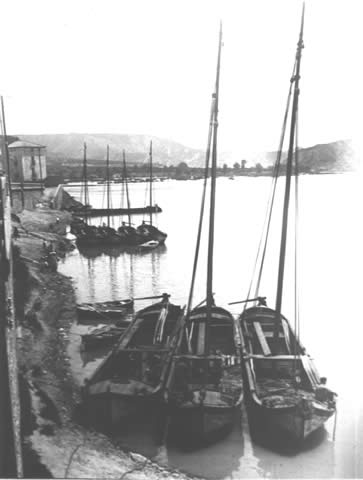
Llaüts en el Pueblo Viejo de Mequinenza.

Si a mediados del siglo XIX el proyecto de navegar con vapor por el Ebro no pasó de ser un sueño, a comienzos del siglo XX el escaso calado del río impidió que el invento que los alemanes de la Electroquímica de Flix habían ideado en 1902 -un remolcador de palas a vapor- y el de La Carbonífera del Ebro pudieran utilizarse de forma industrial. Los austeros y eficaces llaüts fueron insustituibles; discretos pero adaptados y en completa simbiosis con el río, eran capaces de transportar hasta 30 toneladas de lignito en un espacio de ocho metros de largo. Construidos con madera noble del país, los llaüts aprovechaban la corriente del río para hacer el viaje en dirección sur, y cuando había que volver a Mequinenza aprovechaban, si podían, el viento favorable extendiendo las velas cuadradas que maniobraba el patrón.
Cuando no soplaba bastante viento o bien era contrario, los llaüts debían subir a sirga, es decir, tirando de ellos desde la orilla, corriente arriba. Hasta 1914 la sirga la hacían tres peones para cada llaüts que se relevaban cada hora y media o dos horas. Carbonífera del Ebro realizó intentó incorporar barcos de vapor con casco de hierro, como el "Carbonífero nº1" botado en los astilleros de Sète en Francia que alcanzaba los 20 metros de eslora y los 0.8 metros de calado. El primer viaje realizado con él, de Tortosa a Mequinenza, dejó claro que no resultaba útil y en noviembre del mismo año la compañía lo vendió a un particular para su uso en el transporte de pasajeros y carga entre Tortosa y Mora de Ebro. A partir de la Primera Guerra Mundial, y como consecuencia de la fuerte demanda de consumo de carbón, la Sociedad Electroquímica de Flix (SEQF), que necesitaba grandes cantidades de carbón de la cuenca para producir energía en sus hornos, suprimió la fuerza humana y la cambió por la tracción animal.
También construyeron muelles y grúas Hijos de Fermín Sáez y la Compañía Explotadora de la Mina Previsión SAM, filial de la empresa textil Fabra i Coats, que desde 1915 explotaba carbón en el Ebro para suministrar a sus fábricas, tanto la de Barcelona como la del Ter. Durante los años de la Primera Guerra Mundial se contabilizaron, en la estación de Fayón, 2.070.000 toneladas de lignito procedentes de nueve minas de la zona y que corresponden a un promedio de 400.000 toneladas anuales. Fueron años de intensa actividad extractiva, de fundación de empresas y de sueños de ferrocarril como el que impulsaban los Girona y que pretendía unir la estación de Fayón con Lérida, pasando evidentemente por Mequinenza, y que tenía el apoyo de todas las empresas mineras del Ebro pero también de la gran Sociedad Electroquímica de Flix y la filial de la Fabra i Coats, así como de todos los propietarios de la zona, que veían muy positivo el enlace que también preveía una línea de Mora a San Carlos de la Rápita pasando por Tortosa. Este fue, como tantos otros, uno de los proyectos ferroviarios que nunca se materializó.

### Extracción moderna del carbón
A finales de la década de los 50, los mineros de Mequinenza vieron amenazados sus puestos de trabajo en parte por la construcción de los embalses de Mequinenza y Riba-roja, que inundarían las galerías mineras y las harían impracticables. Una veintena de mineros mequinenzanos probaron suerte en las minas de Charleroi (Bélgica), cuyo gobierno, al igual que el español, daba toda clase de facilidades para el viaje.
A mediados de los años setenta, se introdujeron grandes cambios en los sistemas de explotación de los carbones, pasando de galerías de pequeñas dimensiones a galerías mucho mayores utilizándose medios más parecidos a los utilizados en la minería a cielo abierto. Con estas galerías se facilitaba la explotación de más de una capa de lignito, extrayendo al mismo tiempo la roca encajante. Todo ello permitió la entrada, circulación y salida de camiones. Estos cambios han motivaron el incremento de las instalaciones exteriores de las explotaciones mineras, con la necesidad de separar los ligntos de la roca encajante. En los años 80, se llevó a cabo el tajo largo con hundimiento más largo de Europa en la Mina Grupo Segre con cerca de 400 metros de frente.
En 2010 cerraba MIBSA (Minera del Bajo Segre) que compartía explotaciones carboníferas en el límite entre la provincia de Lérida y Mequinenza. La compañía contaba en ese momento con más de 130 kilómetros de galerías en sus concesiones. En 2013, Carbonífera del Ebro sufrió un serio revés económico ante la negativa de ENDESA de quemar el carbón autóctono de Mequinenza en la central térmica de Escucha que cerraba poco después, dejando en el aire el futuro de Carbonífera del Ebro y de todos los empleos directos e indirectos asociados a la empresa. La plantilla de la empresa minera emprendió diversas movilizaciones participando activamente en la Marcha negra hacia Madrid recordando con orgullo "que desde 1880 habían alimentado las fábricas del cinturón industrial de Barcelona". También llegaron a encerrarse en la Basílica del Pilar de Zaragoza como protesta, reivindicando "falta de voluntad" a ENDESA para solucionar el conflicto. Tras meses de espera en 2014, Carbonífera del Ebro anunció que la situación era insostenible y cerraba sus puertas acogiéndose al Plan de Cierre de Minas no competitivas del Ministerio de Industria. Los 33 trabajadores que todavía permanecían en la empresa se acogieron a un expediente de regulación de empleo. Cerraba por tanto, la mayor empresa minera de la cuenca carbonífera de Mequinenza cuyos inicios se remontaban a 1880.

## Patrimonio industrial minero en la zona

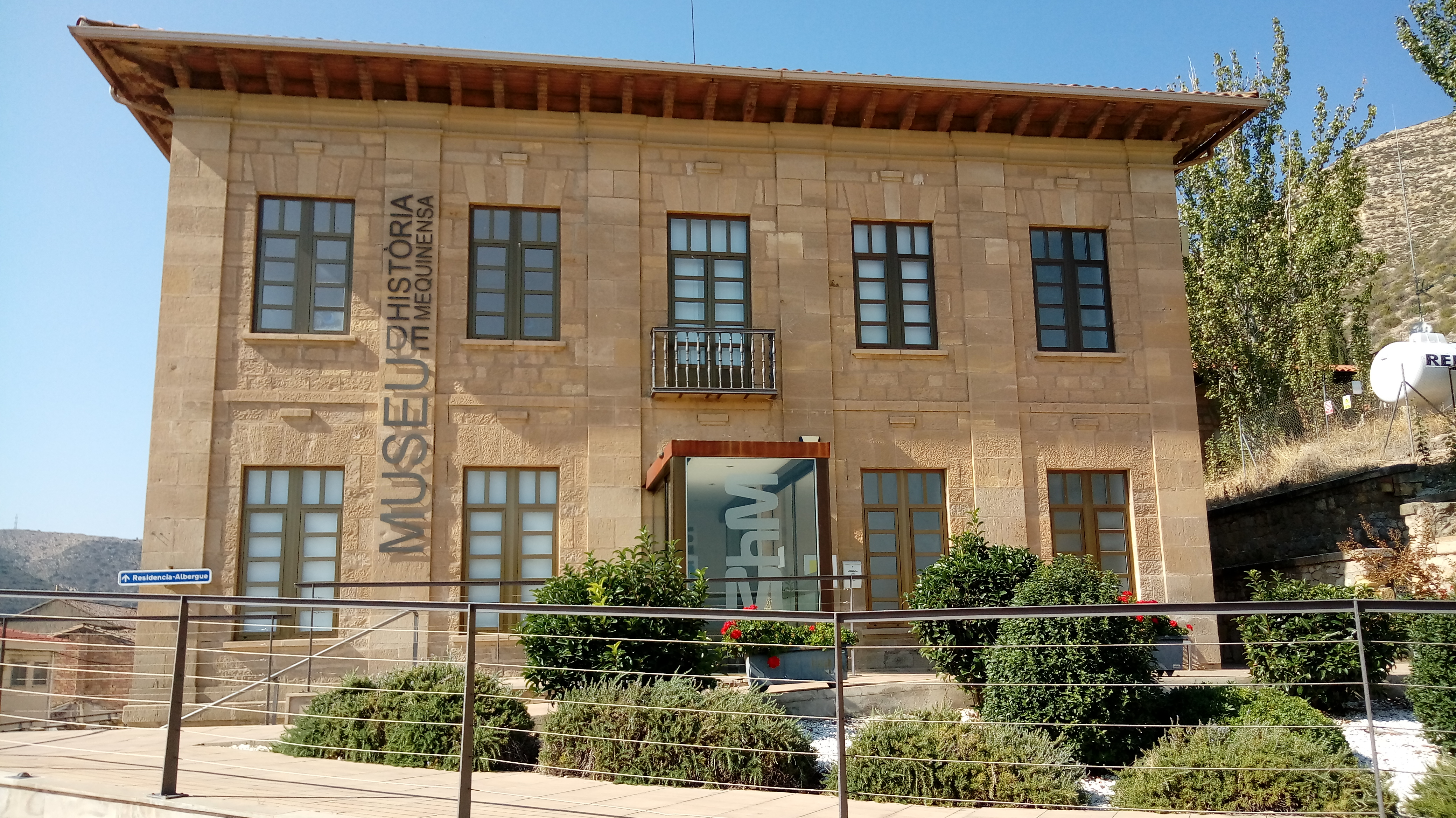
Museos de Mequinenza.

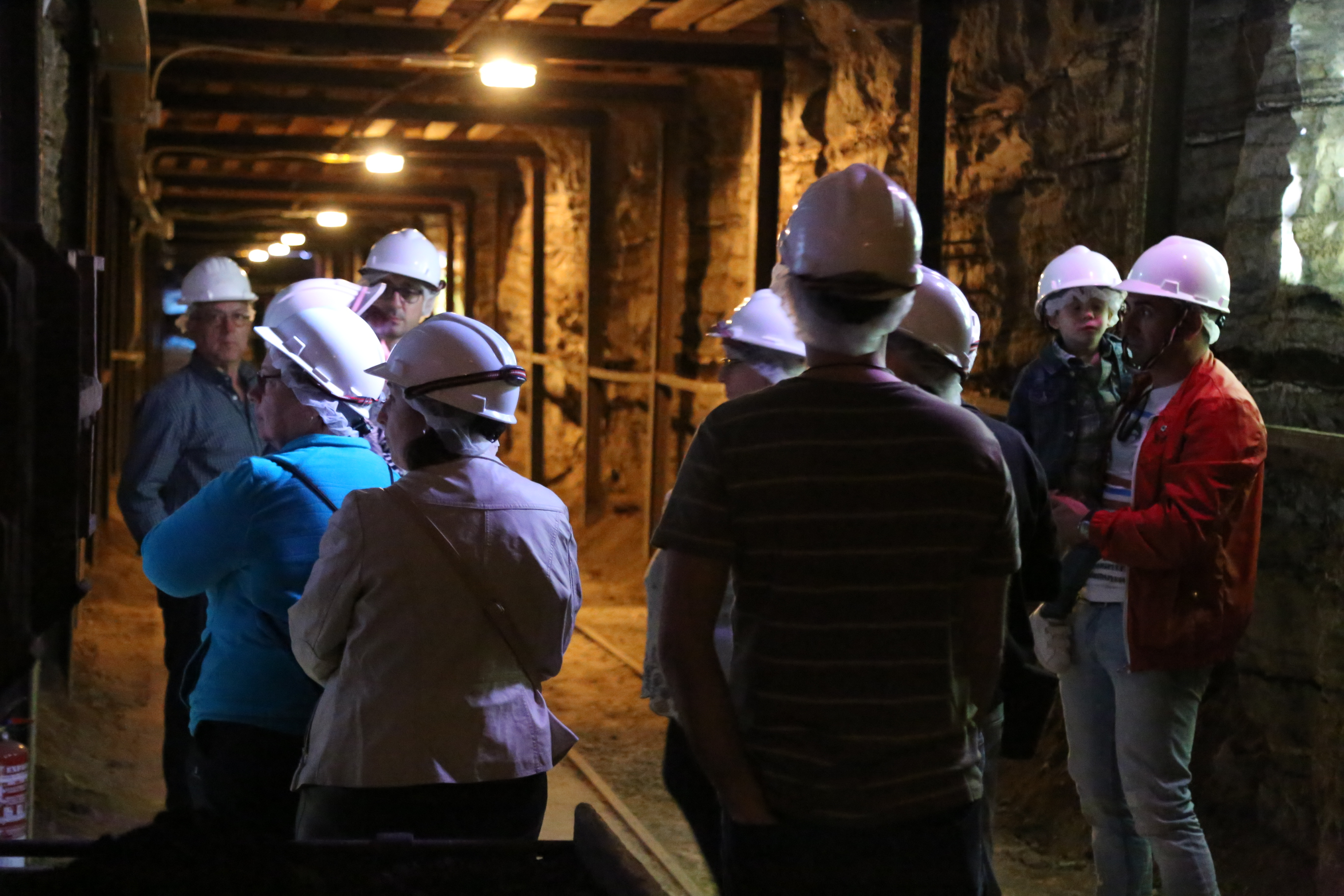
Visita en el interior del Museo de la Mina de Mequinenza.

Más de 150 años de explotaciones mineras en la cuenca minera de Mequinenza han resultado en una gran cantidad de patrimonio e historia minera en Mequinenza y sus alrededores.  

### Arquitectura minera
En la cuenca carbonífera de Mequinenza llegaron a trabajar en un momento u otro más de 200 explotaciones mineras. Algunas de ellas estaban alejadas de los núcleos urbanos y sin vías de comunicación, por lo que en algunos casos se construyeron poblados mineros donde solían vivir las familias completas o los trabajadores. La empresa Carbonífera del Ebro edificó un importante alojamiento de tres plantas de estilo de entreguerras situado en la mina Virgen del Pilar. El edificio principal contaba con tres plantas con una longitud de 65 metros y junto a él otro más pequeño destinado a oficinas y residencia de ingenieros. Este poblado acogía a trabajadores venidos de poblaciones cercanas como Fayón, Nonaspe, Caspe, la comarca del Bajo Cinca o incluso Sástago.

### El transporte del carbón por vía fluvial y el "Camino de Sirga"
Las malas comunicaciones por tierra de las zonas mineras con los puntos de consumo obligaron a utilizar el Ebro como medio principal de transporte, mediante embarcaciones de carga conocidas como "llaüts" —en catalán—, que descendían cargadas a favor de la corriente y ascendían vacías remolcadas por mulas que seguían el camino de sirga en la orilla. El destino de las embarcaciones era Fayón, donde el lignito se trasbordaba al ferrocarril, aunque una parte de ellas continuaban aguas abajo hasta la empresa Electro-Química de Flix, que también utilizaba este carbón. Cabe señalar la existencia de diferentes restos industriales en la gran cantidad de minas que hay en el término municipal de Mequinenza como bocaminas, malacates (planos inclinados para el transporte del carbón hacía el río Ebro), poblados mineros o vías férreas. La prueba deportiva de triatlón que se realiza anualmente en Mequinenza, recibe el nombre de II Half Triatlón Villa de Mequinenza Tri-La Mina y sus pruebas deportivas recorren paisajes puramente mineros junto al Aiguabarreig en Mequinenza.

### Museo de la Mina de Mequinenza
El museo forma parte de los Museos de Mequinenza, situado en el Grupo Escolar María Quintana, uno de los pocos edificios del Pueblo Viejo que aún queda en pie. Están formados por el Museo de la Mina, el Museo de Historia de Mequinenza y el Museo del Pasado Prehistórico. El Museo de la Mina permite recorrer una galería de carbón de más de 1.000 metros de longitud en las que se explican los diferentes métodos de extracción del carbón durante más de 150 años en Mequinenza. Una experiencia que sumerge al visitante en la dura vida de los mineros, en sus condiciones de trabajo y en los diferentes métodos de extracción y de transporte mediante llaüts. El Museo de la Mina conserva todavía como testigo el castillete minero de la Mina Royo, una de las pocas minas que tenía pozos verticales de toda la cuenca carbonífera de Mequinenza.

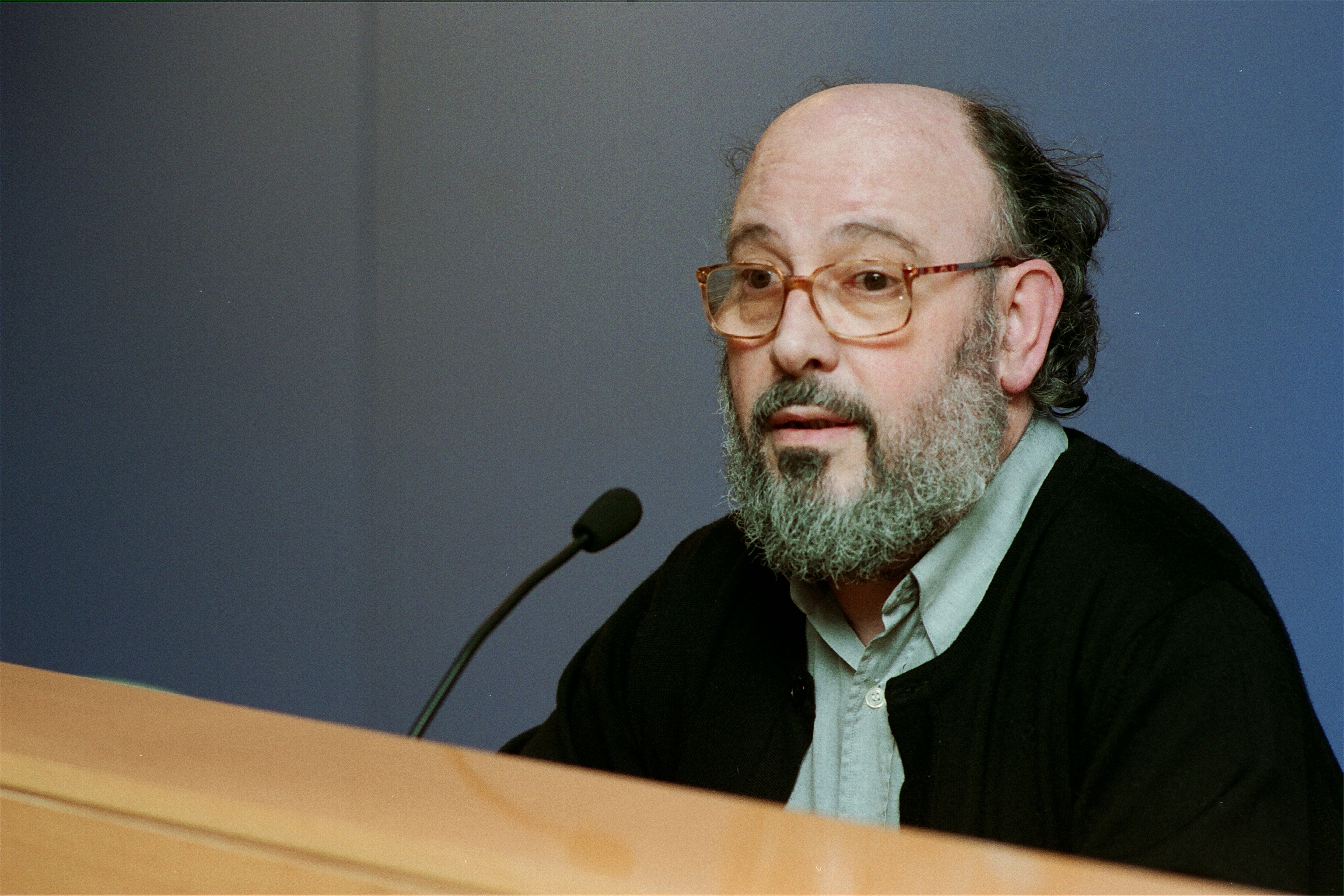
El escritor mequinenzano Jesús Moncada.

### Jesús Moncada
El escritor mequinenzano Jesús Moncada incorporó a la literatura los espacios mineros de la cuenca de Mequinenza, especialmente en su novela "Camino de Sirga", novela que narra la destrucción de la antigua Mequinenza.

## Bibliografía

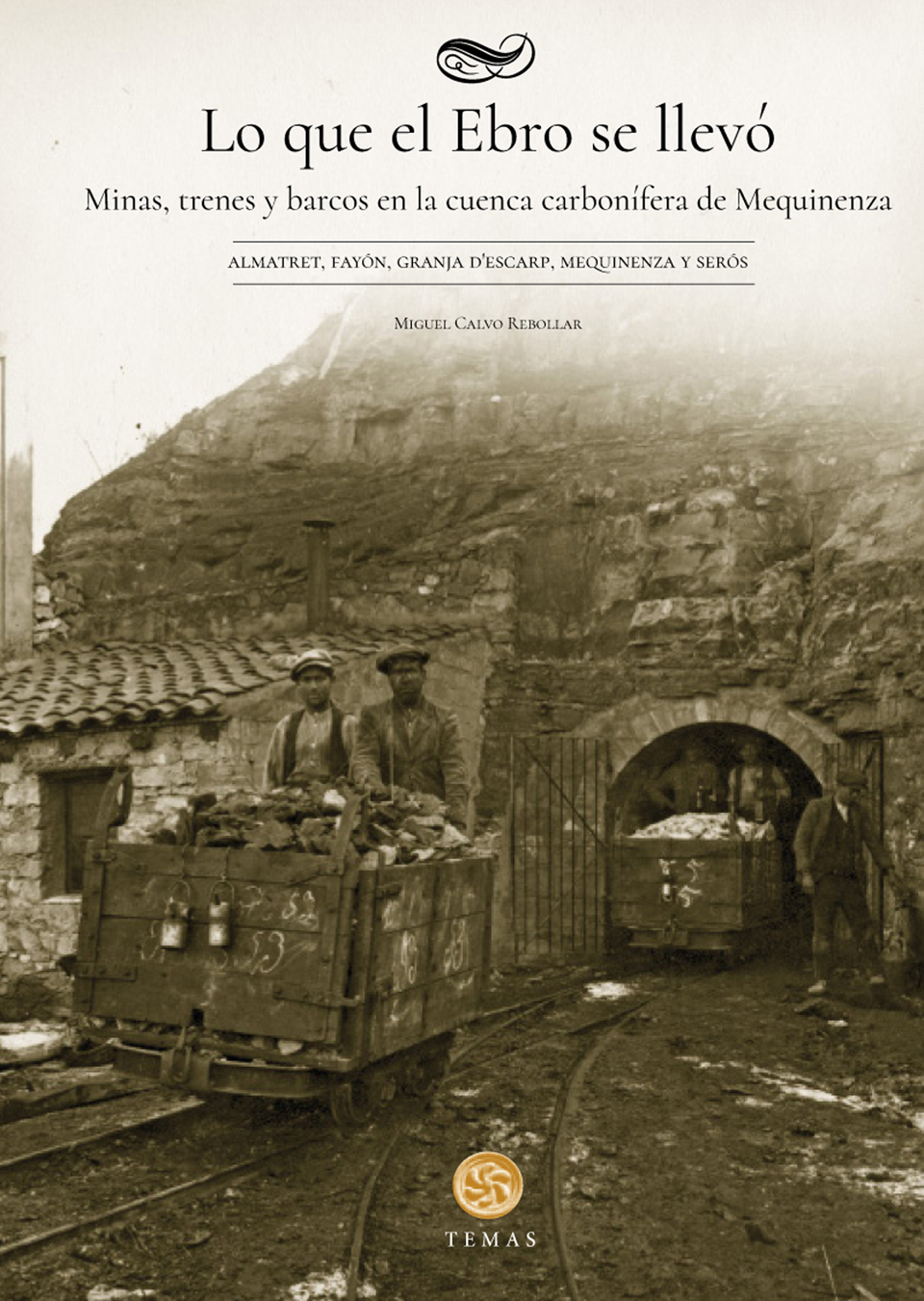
"Lo que el Ebro se llevó" de Miguel Calvo.